# 우익 섹터
우익 섹터, 라이츠 섹터, 또는 프라비 세크토르(우크라이나어: Пра́вий се́ктор)는 우크라이나의 극우 민족주의 정당이자 여러 준군사로 이루어진 조직이며, 주요 언론에서는 극우 스펙트럼의 정당, 민족주의 정당 또는 국수주의 정당으로 보고 있다. 이 정당은 적어도 5천명에서 만명 정도가 당원인 것으로 추측하고 있다. 이 정당은 2013년 11월 유로마이단 시위 당시 키이우에서 우크라이나 민족회의-우크라이나 인민자위대(UNA-UNSO) 및 극우 민족주의 단체와 연합하면서 처음 나타났다.

## 역사

### 기원
우익 섹터는 제2차 세계 대전 당시 추축군 및 소련군 모두에게 맞서 싸웠던 우크라이나 반란군과 같은 여러 우크라이나 파르티잔으로부터 시작되었다고 보고 있다. 우익 섹터의 대표인 드미트로 야로시는 소련 붕괴 이후 군사 훈련을 받았던 민족주의자들을 훈련시킨 것이라고 말했다.
야로시 및 몇몇 다른 회원들에 따르면, 소규모 극우 단체 및 민족주의 단체 트리주브, 백색 해머, 우크라이나의 애국, UNA-UNSO 같은 단체들과 연합하거나 모여서 구성된 단체이다. 우익 섹터의 키이우 지부 대표 안드리 타라센코는 2013년 11월 말 조직이 설립되었다고 말했고 "거의 대부분의 참가자들은 모든 조직과는 아무 관계가 없는 일반 시민이다."라고 말했다.
2014년 3월 6일 우익 섹터는 웹 사이트에서 백색 해머는 조직과 분리되었으며 이 조직이 우익 섹터 조직을 모독하고 무능력하다고 말했다. 야로시는 우익 섹터가 우크라이나 디아스포라에서 일부 자금 지원을 받았다고 말했다.

### 정당화(政黨化)
우익 섹터는 2014년 3월 22일에 정당으로 되었고, 당시에 1만 명의 당원을 가지고 있는 걸로 추산되었다. 그리고 동년 5월 22일에 우크라이나 법무부에 의해 정당으로 공식적 등록되었다.

## 정당의 정책

### 국내 정책
우익 섹터는 스위스와 같이 우크라이나의 시민들이 총기를 지니거나 가지고 있어야 한다고 주장한다.

### 준군사 집단
우익 섹터는 2014년 우크라이나 혁명이 거의 끝나갈 무렵 우크라이나 서부에 위치한 리비우주의 리비우 근처의 내무부 무기고에서 군사 무기들을 압수했다. 이 무기들은 2월 키이우에 도달했지만 시위 지도자들 및 전문가들에 따르면 우크라이나를 혁명에 이르게 하는 데에는 거의 도움이 되지 않았다고 분석하고 있다. 우익 섹터는 우크라이나 혁명의 여파로 몇몇 무기를 새로운 우크라이나 정부에게 제공했지만 나머지는 계속 소유하고 있다.
야로시에 따르면, 우익 섹터는 내무부 및 보안부의 은퇴한 임원들을 모집하고 있다고 밝혔다. 그는 뉴스위크에서 군, 국가안보위원회, 방위위원회 등의 단체와 함께 "어떤 군대와도 같이" S-300 미사일 조종을 훈련받은 전문가 다수가 있다고 말했다.